# Carl Saltzmann

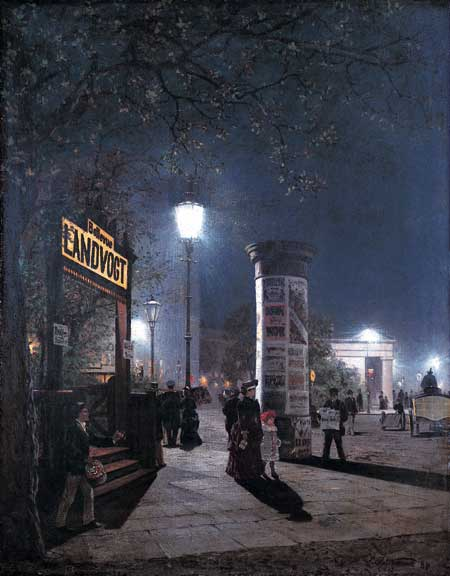
Carl Saltzmann: Den första elektriska gatubelysningen i Berlin (1884)

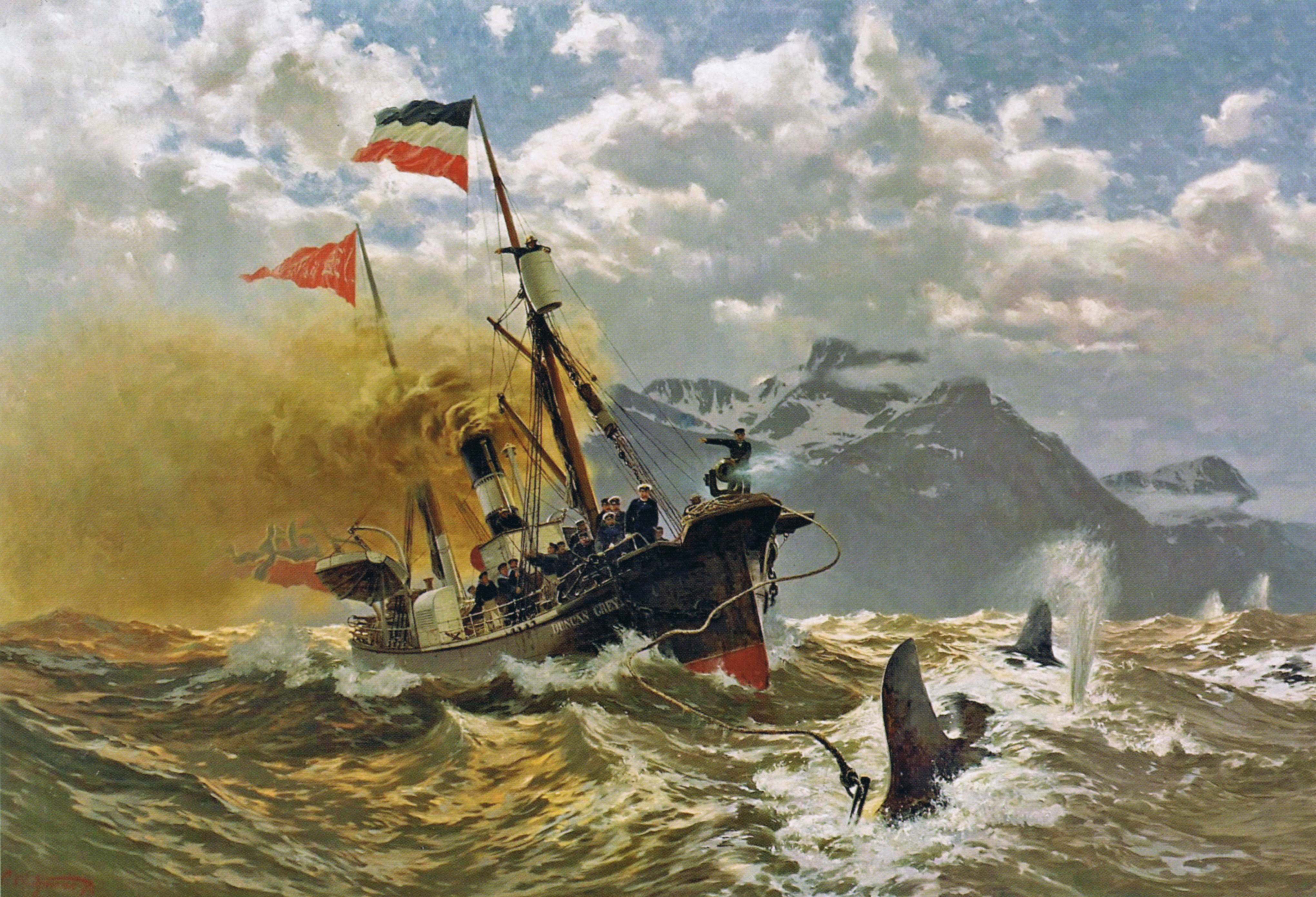
Carl Saltzmann:Kejsaren på hvalfångst i Norge (1894)

Carl Saltzmann, född 23 september 1847 i Berlin, död 14 januari 1923 i Potsdam, var en tysk landskaps- och marinmålare.

## Liv
Carl Saltzmann var son till skomakaren Johann Friedrich Saltzmann. Saltzmann erhöll sin första undervisning vid konstakademien i Berlin och senare hos målaren Hermann Eschke (1868–1871). Därefter hade han en egen ateljé i Düsseldorf (sedan 1872). 1877 flyttade han tillbaka till Berlin, där han blev lärare 1894 och, 1896, professor vid konstakademien.
Saltzmann företog vidsträckta sjöresor, bland annat deltog han minst 22 gånger i den tyske kejsaren Vilhelm II:s årliga sjöresa till Norge (mellan åren 1889 och 1914). Vid dessa sjöresor fann Saltzmann sina marinmotiv. 
Före dessa resor målade Carl Saltzmann huvudsakligen landskap.